# Polizón

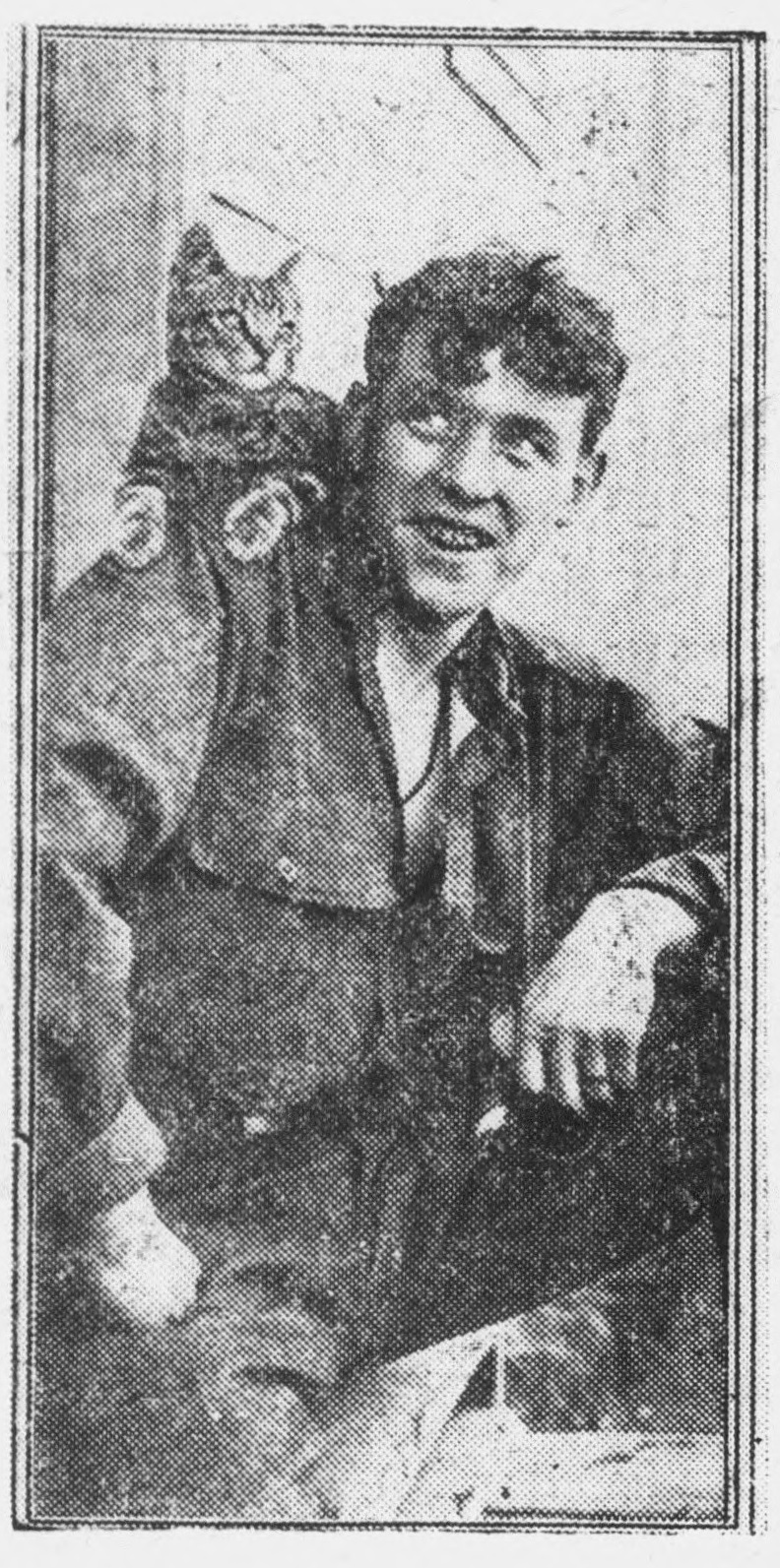
William Ballantyne (y mascota) fue un polizón descubierto en el vuelo de dirigible R-34, en 1919.

Un polizón es una persona que se transporta furtiva e ilegalmente en cualquier medio de transporte, ya sea avión, autobús, coche, barco o tren.

## Etimología
La palabra polizón se deriva de una palabra en desuso del idioma francés: polisson, que tiene variedad de significados, para este caso, puede referirse a un vagabundo (o libertino).
En algún momento, el polizón era el sujeto ocioso que viajaba frecuentemente y sin un destino concreto.
Algún texto define el polizón tal como el criado que no tiene licencia del presidente o del ministro para estar con los pasajeros en un barco.
Legalmente, es polizón aquel sujeto que viaja furtivamente a costa del propietario o capitán de la nave sin documentación que acredite su viaje.

## Origen
En un momento, los polizones fueron viajeros sin pasaporte y con destino América. Algún texto confirma el polizón tal como el criado que no tiene licencia del Juez de Arribadas para su embarco, pero también en idioma español de América, fueron sujetos españoles quien se iban a India sin licencia del rey o de su consejo.
En América, se empleaba por los viajeros sin pasaporte con destino América y origen Europa. Se empleaba por los viajeros sin pasaporte y con destino América, al menos en 1856.
Durante el siglo XIX, el uso en la lengua inglesa de la palabra «stowaway» se amplifica hasta llegar en unas obras de ficción.
El Merchant shiping act, de 1894, de la marina del Imperio británico es ya una ley que prohíbe y sanciona la presencia de los stowaway. Una ley similar es aplicada en la colonia del Cap al principio del siglo XX.
En el mismo tiempo personas siguen intentando ir a América desde Galicia y Portugal, sin papeles. La denominación «passager clandestin» aparece en unos periódicos franceses.
En la primera mitad del siglo XX, algunos estados modifican sus leyes. Por ejemplo, los EE. UU. completan unas leyes de inmigración y prohíben a los stowaways la entrada en el territorio en 1917; por ejemplo, en Francia, una ley de 1923.
En el medio del siglo XX, el concepto aparece como título de la literatura francesa Le Passager clandestin.
La Organización Marítima Internacional (OMI) define polizón como «una persona oculta en un buque, o en la carga que posteriormente se embarca en el buque, sin el consentimiento del propietario del buque o del capitán o de cualquier otra persona responsable, y a la que se detecta a bordo una vez que el buque ha salido del puerto, o en la carga durante su desembarque en el puerto de llegada, y que el capitán describe como polizón en su notificación a las autoridades pertinentes».

## Riesgos

### Riesgos por vía marítima

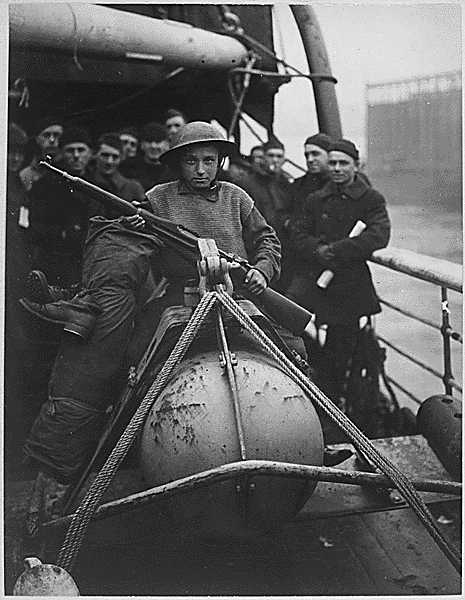
Marcel Dupuy fue un joven polizón belga descubierto en un transporte de tropas, el SS Matsonia en 1919.

Los polizones se enfrentan a situaciones peligrosas. Debido a que no están legalmente en un barco, a veces pasan días sin agua o comida cuando viajan por barco, enfrentándose a la muerte por inanición. 
En el caso de que un polizón sea descubierto en un barco en plena navegación,  enfrenta a una situación extremadamente difícil con su sola presencia.  Los seguros que cubren las mercancías a bordo quedan sin efecto, asimismo las sanciones y multas a las que se enfrenta el navío al momento de atracar son de costes muy elevados, incluso pudiendo acusarse a la tripulación y mando del navío de tráfico de humanos o colaboración a la inmigración ilegal. En este caso, el bienestar, sus derechos e incluso su propia vida quedan sujetos a las decisiones del capitán en complicidad con la tripulación.
El 27 de junio de 2023, cuatro polizones de nacionalidad nigeriana abordaron el carguero liberiano Ken Wave abordando la nave subiendo por la pala del timón del barco sin que su tripulación se percatara de ello. Viajaron desde Lagos, Nigeria hasta Espíritu Santo, Brasil, y fueron descubiertos casualmente por la tripulación de otro barco. Fueron recibidos en una situación de extrema vulnerabilidad, temporalmente por las autoridades brasileñas, estando sus costes a cargo del propietario de la nave por un plazo máximo de 25 días en que debieran retornar forzosamente a Nigeria.

### Riesgos por vía aérea
Existe igual riesgo de muerte cuando el polizón viaja en avión. Muchas veces los polizones abordan el avión subiéndose a los pozos de las ruedas cuando el aparato está detenido en la cabecera de la pista a la espera la orden de despegue. El polizón puede morir aplastado al retraerse la rueda en el pozo, y si llegase a sobrevivir, enfrenta temperaturas extremas inferiores a -20 °C, pudiendo morir congelado, como muchas veces ha acontecido.
Si llegase a destino con vida, un polizón puede intentar saltar al carretear cuando el avión se encuentra aterrizando, la fuerza del impacto contra el suelo debido a su peso multiplicado por la velocidad del aeroplano añadido el poder del viento pueden causar fácilmente al polizón la caída y la muerte traumática.

### Riesgos por vía terrestre
Aunque los riesgos de muerte son menores en este caso, los casos son también recurrentes; el polizón puede ser arrollado por el vehículo que intenta subir o descender, o bien, morir a causa de temperaturas elevadas en ambientes cerrados, inanición o caídas accidentales desde el vehículo.

## Situación legal
Los polizones también se enfrentan a la pena de cárcel, ya que es ilegal embarcarse en aeroplanos, botes o trenes como polizones. Los aeropuertos, puertos y estaciones de trenes son operados por grupos gubernamentales o privados, así que el traspaso de estas estructuras para subirse a bordo es usualmente punible por la ley.
En caso de hallarse en un país extranjero pudiera ser objeto de deportación inmediata.

## Razones para convertirse en un polizón
Existen diferentes razones para que una persona se convierta en un polizón:
- Deseos de aventura juvenil asociada a una conducta irresponsable.
- Inmigración ilegal por razones de tipo social, económico o político.
- Falta de medios económicos o buscar la gratuidad para transportarse.
- Evadir la justicia (fugitivos de la ley).